# Odoaker
Odoaker (435 — Ravenna, 15 maart 493) was de eerste barbaarse koning van Italië, nadat hij Romulus Augustulus, een van de laatste keizers van het West-Romeinse Rijk, had onttroond. Hij was de aanvoerder van de Germaanse huurlingen in het Romeinse leger.

## Opkomst
Odoaker was de zoon van Edeko, een Skirische hertog die vazal was van de Hunnen. Hij groeide hoogstwaarschijnlijk op aan het hof van Attila in Pannonia.
In 463 trad Odoaker op als de leider van een groep huurlingen die voornamelijk uit Saksen bestond in Angers in Gallië. Dit huurlingenleger werd verslagen door een Romeins leger onder leiding van Childerik. Odoaker en zijn volgelingen werden vervolgens opgenomen in het Romeinse leger en ingezet tegen de Alamannen die Italië waren binnengevallen. In Italië maakte Odoaker carrière. Hij diende eerst als lijfwacht van de machtige Ricimer en vertoefde in diens omgeving. Hier werden zijn kwaliteiten opgemerkt en al spoedig bereikte hij een hoge officiersrang.
Toen Flavius Orestes, de magister militum van het Romeinse leger, in 475 de macht greep, stond Odoaker eerst aan diens kant. Keizer Julius Nepos werd weggejaagd naar Dalmatia en de zoon van Orestes, Romulus Augustulus, werd als nieuwe keizer op de troon gezet. Al snel kreeg Orestes te maken met oppositie. De ambitieuze Odoaker maakte dankbaar gebruik van de situatie en ontketende een opstand in het Romeinse leger, dat overwegend uit Germaanse huurlingen bestond. Orestes werd in 476 door Odoaker in Ravenna verslagen, gevangengenomen en vermoord; de jonge keizer Romulus Augustulus werd afgezet. Dit feit wordt algemeen beschouwd als het einde van het West-Romeinse Rijk en het begin van de middeleeuwen. Het Oost-Romeinse Rijk dat later rond 610 onder Herakleios het Byzantijnse Rijk werd bleef nog ongeveer duizend jaar bestaan, tot de val van Constantinopel in 1453.

## Koning en patriciër
Odoaker wou zelf geen keizer worden en ook niet een 'marionettenkeizer' op de troon plaatsen, zoals zijn voorgangers (o.a. Ricimer) hadden gedaan. Hij benoemde zichzelf tot rex (koning) en gaf, na de bekendmaking van de troonbestijging van Zeno in het oosten, opdracht aan de senaat voor een diplomatieke missie naar de oosterse keizer om hem de westerse keizerlijke insignes te schenken met de boodschap: het Westen heeft geen aparte keizer nodig, want "één monarch volstaat [om de wereld te regeren]". Zeno accepteerde het aanbod en maakte daarmee een einde aan alle keizers in het Westen, met Nepos verbannen en Anthemius dood. De keizer verleende Odoaker vervolgens de titel van Patricius en verleende hem de wettelijke bevoegdheid om Italië te regeren in de naam van Rome, als dux Italiae. Zeno vroeg ook aan Odoaker Nepos als keizer in het Westen te accepteren, "als hij echt met rechtvaardigheid wilde handelen." Odoaker nam wel de titel van patricius en Dux van Zeno aan, maar nodigde Julius Nepos niet uit om terug te keren naar Italië, en deze bleef in Dalmatië tot zijn dood in 480. Odoaker opereerde voorzichtig en deed alsof hij handelde op het gezag van Nepos, waarbij hij zelfs munten uitgaf met de beeltenis van Zeno.. Na de moord op Nepos in 480 werd Zeno de enige keizer.
Odoaker was hij dus officieel afhankelijk van de Byzantijnse keizer, maar deed de facto wat hij wilde.

## Koninkrijk Italië
Als heerser van Italië was Odoaker tamelijk succesvol. Hij versloeg de Vandalen op Sicilië en voegde dit eiland bij zijn koninkrijk. In 481 of 482 zette hij zijn leger over naar Dalmatië, waar krijgsheer Ovida heerste en nam ook dat gebied in bezit. Hij sloot bondgenootschappen met de Visigoten en de Franken en hielp hen in de oorlogen tegen de Bourgondiërs, Allemannen en Saksen.
In 487 haalde Odoaker opnieuw een belangrijke overwinning, deze maal op de Rugiërs, die een koninkrijk hadden ten noorden van Italië.

## Dood
Toen het koninkrijk van Odoaker zich verder uitbreidde, nam diens populariteit onder de Romeinse bevolking toe, ook kreeg hij internationaal meer invloed. Zeno, de Romeinse keizer in het oosten, zag dit allemaal met lede ogen aan. Aanvankelijk had Odoaker een goede verstandhouding met de keizer, maar deze verslechterde toen Odoaker zich steeds meer als een onafhankelijk heerser manifesteerde, en zijn politiek succesvol bleek te zijn. Zeno zag Odoaker als een tegenstander toen hij er achter kwam dat deze heimelijk contacten onderhield met zijn opstandige generaal Illus.
Als reactie op het eigenzinnige optreden van Odoaker zocht Zeno contact met de Ostrogoten en sloot een verbond met hun koning  Theodorik. In opdracht van de keizer vielen de Ostrogoten in 489 Italië binnen. De strijd die volgde, verliep uiterst moeizaam voor de Ostrogoten. Pas na vier jaar oorlog slaagde Theodorik uiteindelijk erin Odoaker in het nauw te drijven. De zelfbenoemde koning van Italië werd gedwongen zich terug te trekken in de hoofdstad Ravenna, die vervolgens werd belegerd. De stad was bijna onneembaar, waardoor er een patstelling dreigde en partijen met elkaar in overleg traden. Bij de onderhandelingen stelde Theodorik voor om Italië te besturen samen met Odoaker, die daarmee akkoord ging. Theodorik had echter geen intentie om zijn woord te houden en nodigde Odoaker op 15 maart 493 uit voor een banket. Op het moment dat Odoaker plaats nam, stapte Theodorik op hem af en kliefde Odoakers lijf van sleutelbeen tot dij doormidden. Met Odoaker stierven alle andere leden van de koninklijke familie, zijn vrouw Sunigilda, zijn zoon Thela en zijn oudere broer Hunulf.